# Atlas (pel·lícula)
Atlas és una pel·lícula d'acció de ciència-ficció nord-americana de 2024 dirigida per Brad Peyton i escrita per Leo Sardarian i Aron Eli Coleite. És protagonitzada per Jennifer Lopez, Simu Liu, Sterling K. Brown i Mark Strong.
Una coproducció d'ASAP Entertainment, Safehouse Pictures, Nuyorican Productions i Berlanti-Schechter Films, va ser estrenada per Netflix el 24 de maig de 2024. Ha estat subtitulada al català.

## Repartiment
- Jennifer Lopez com a Atlas Shepherd
- Simu Liu com a Harlan Shepherd
- Sterling K. Brown com a Colonel Elias Banks
- Gregory James Cohan com la veu de l'Smith
- Abraham Popoola com a Casca Decius
- Lana Parrilla com a Val Shepherd
- Mark Strong com a General Jake Boothe

## Producció
El guió va ser escrit originalment per Leo Sardarian, Aron Eli Coleite va fer certes reescriptures. Simu Liu, Sterling K. Brown i Abraham Popoola es van unir al repartiment l'agost de 2022. El setembre de 2022, es va informar que s'havia unit Lana Parrilla.
El rodatge va començar el 26 d'agost de 2022, a Los Angeles i Nova Zelanda, i va acabar el 26 de novembre.

## Curiositats
En una escena de la pel·lícula la protagonista està davant un menú interactiu on es poden veure molts idiomes, entre ells està el català, representat amb una estelada.